# Grotte di Castellana
Grotte di Castellana – system jaskiń krasowych znajdujący się w gminie Castellana Grotte w prowincji Bari w regionie Apulia na południu Włoch, w odległości około 1 km od Castellana Grotte. Grotte di Castellana jest jednym z najbardziej znanych systemów jaskiń we Włoszech.

## Opis
Jaskinia ma 3348 m długości i średnio 70 m głębokości (maksymalna głębokość wynosi 122 m). Panuje w niej temperatura od 14 °C do 18 °C, z wilgotnością wynoszącą około 90%. La Grave oraz La Grotta Bianca są najbardziej charakterystycznymi miejscami jaskini.

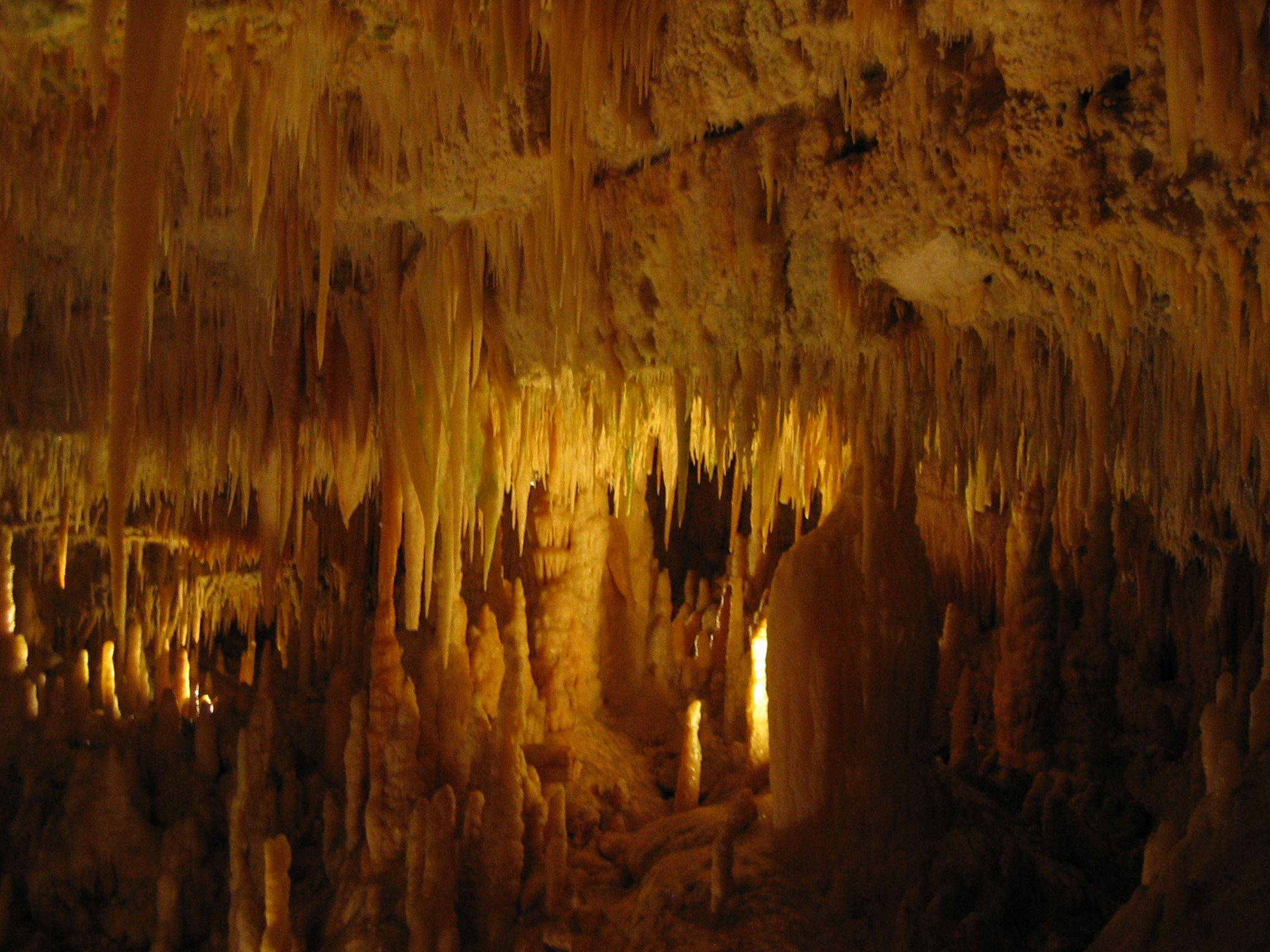
La Grotta Bianca

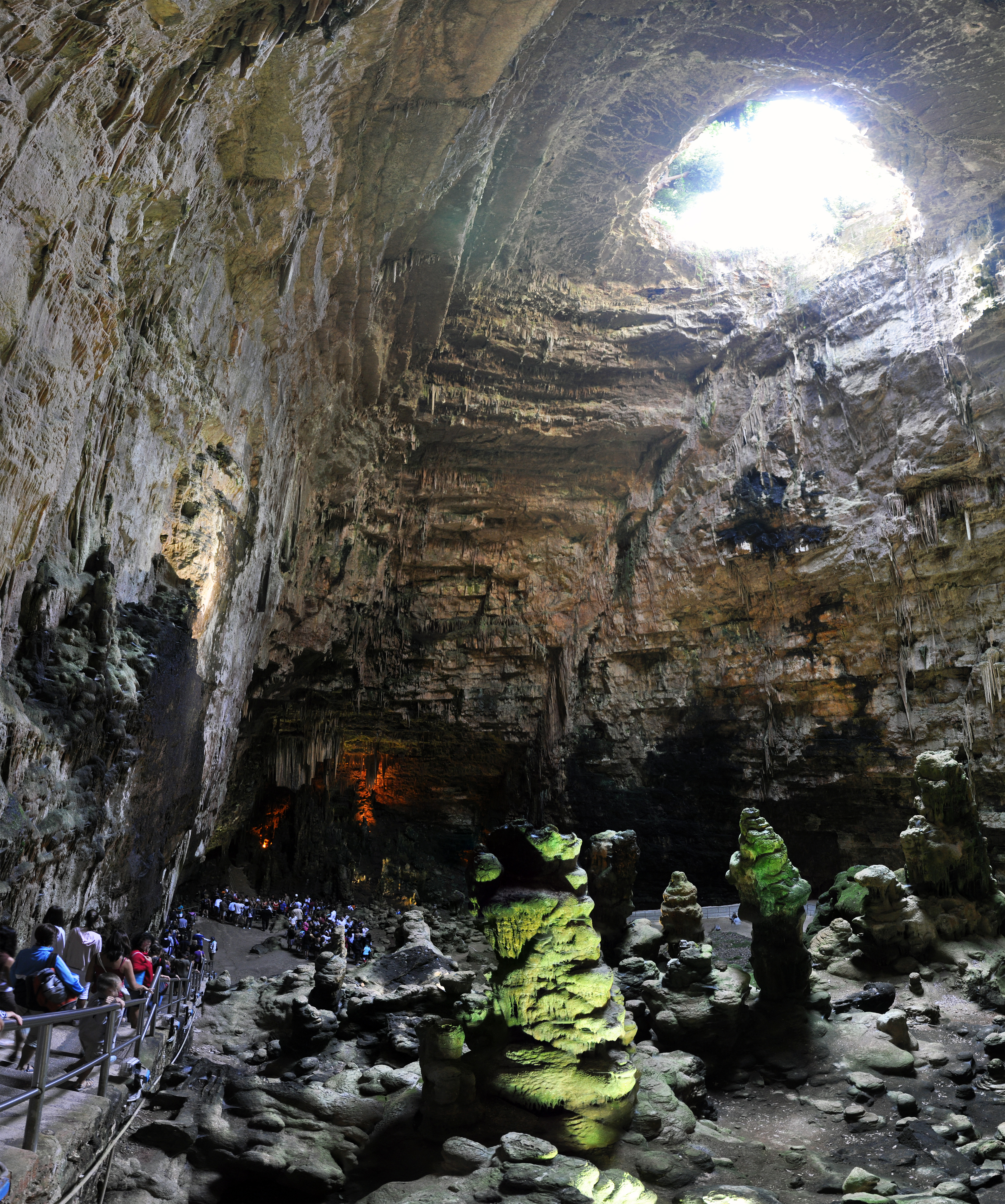
Zwiedzający w La Grave

La Grave to ogromna komnata mierząca około 100 m długości, 50 m szerokości i 60 m głębokości. W sklepieniu komnaty znajduje się otwór, przez który wpada światło i widoczna jest rosnąca na zewnątrz roślinność.
La Grotta Bianca jest to część jaskini z bogatą białą szatą naciekową, w tym stalaktytami, stalagmitami, zasłonami oraz heliktytami zbudowanymi z kryształów kalcytu.

Grotte di Castellana otwarta jest przez cały rok dla zwiedzających (z wyjątkiem 25 grudnia i 1 stycznia), odwiedza ją ponad 15 milionów turystów z całego świata.

## Odkrycie
Jaskinia, a przynajmniej La Grave, znana była mieszkańcom od wieków (stąd też nazwa pobliskiej miejscowości), niemniej pierwszą osobą, która prawdopodobnie zeszła do jaskini wraz z grupą młodzieży był Vincent Longo (1737–1825). Ich ustne relacje były przekazywane z pokolenia na pokolenie. Pierwsze pisemne opisy jaskini pojawiły się w 1852 (De Luca Ferdinando, Mastriani Raffaele; Dizionario corografico del Reame di Napoli – Dizionario corografico-universale dell’Italia). Jednak dopiero 23 stycznia 1938 Franco Anelli dokonał eksploracji, którą wraz z Vito Matarrese kontynuował do 1940, kiedy odkryto La Grotta Bianca.

## Powstanie
Uznaje się, że początek powstawania jaskini sięga około 90 mln lat, czyli okresu kredowego. Obszar dzisiejszej Apulii był wtedy zalany przez morze zamieszkiwane przez ogromne skupiska skorupiaków i roślin. Około 65 mln lat temu zaczynała pojawiać się gruba warstwa wapienia dająca obecny kształt tego regionu.
W wyniki różnych procesów erozyjnych dokonywanych przez podziemną rzekę powstawały wolne przestrzenie, które w efekcie orogenezy zostały znacznie powiększone. Ostatecznie w czwartorzędzie, około 2,5 mln lat temu, zaczęły powstawać wszelkie widoczne dziś w jaskini nacieki.

## Fauna
Świat zwierzęcy jest typowy dla jaskiń, można tu spotkać kilka gatunków nietoperzy, w tym Miniopterus schreibersii, Rhinolophus mehelyi, podkowiec duży, Rhinolophus euryale czy Myotis capaccinii. Można tam również natrafić na równonogi i różne rodzaje chrząszczy.